# Armand Isaac-Bénédic
Armand Isaac-Bénédic (* 26. August 1875 in Paris als Armand Bénédic; † 26. Oktober 1962 in Paris) war ein französischer Curler.
Bénédic spielte als Second in der französischen Mannschaft bei den I. Olympischen Winterspielen 1924 in Chamonix im Curling. Die Mannschaft gewann die olympische Bronzemedaille.

## Erfolge
- 3. Platz Olympische Winterspiele 1924